# Station Opole Groszowice
Station Opole Groszowice is een spoorwegstation in de Poolse plaats Opole.